# Alice to Zōroku
Alice to Zōroku (アリスと蔵六 Arisu to Zōroku?) es una serie de manga japonesa por Tetsuya Imai. Empezó a publicarse en diciembre del 2012, en Tokuma Shoten en la revista Gekkan Comic Ryū. Ha sido compilado en 13 volúmenes tankōbon. El manga ganó el premio de Cara Nueva en el Festival de Artes de Medios de comunicación de Japón en 2013. Una adaptación a anime de J.C.Staff se emitió desde el 2 de abril hasta el 25 de junio de 2017.

## Sinopsis
La historia se centra en Sana Kashimura, una pequeña chica huérfana quién es una de los niños que tienen el poder de controlar el "Sueño de Alicia", una habilidad especial que le permite materializar cualquier cosa que se imagine. Después de huir un laboratorio donde ella era una sujeto de prueba, acaba en el mundo exterior donde se encuentra un hombre viejo gruñón llamado Zouroku, pero ella se pregunta si él la puede ayudar.

## Personajes
| Nombre                                                            | Voz              |
| ----------------------------------------------------------------- | ---------------- |
| Sana Kashimura (樫村 紗名?)                                       | Hitomi Ōwada     |
| Zouroku Kashimura (樫村 蔵六 Zōroku Kashimura?)                   | Akio Ōtsuka      |
| Sanae Kashimura (樫村 早苗?)                                      | Aki Toyosaki     |
| Asahi Hinagiri (雛霧 あさひ?)                                     | Natsumi Fujiwara |
| Yonaga Hinagiri (雛霧 よなが?)                                    | Akari Cajaō      |
| Shizuku Ichijō (一条 雫?)                                         | Ami Koshimizu    |
| Ryū Naitō (内藤 竜?)                                              | Hōchū Ōtsuka     |
| Noriko Yamada (山田 のり子?)                                      | Yūki Hirose      |
| Miriam C. Tachibana (ミリアム・Ｃ・タチバナ Miriamu C Tachibana?) | Mamiko Noto      |
| Kōichi Cajaō (鬼頭 浩一 Kitō Kōichi?)                             | Masaya Matsukaze |
| Cleo (クレオ Kureo?)                                              | Shu Uchida       |

## Medios de comunicación

### Manga
La serie del manga empezó a venderse en diciembre de 2012 en Tokuma Shoten en la revista de seinen manga Cómic Mensual Ryū. Fueron trece volúmenes tanqueōbon. El manga ganó el premio de Cara Nueva del Festival de Artes de Medios de comunicación de Japón en el 2013.
| Núm. | Fecha de publicación     | ISBN                   |
| ---- | ------------------------ | ---------------------- |
| 1    | 30 de marzo de 2013      | ISBN 978-4-19-950337-5 |
| 2    | 13 de septiembre de 2013 | ISBN 978-4-19-950356-6 |
| 3    | 29 de marzo de 2014      | ISBN 978-4-19-950391-7 |
| 4    | 11 de octubre de 2014    | ISBN 978-4-19-950419-8 |
| 5    | 13 de abril de 2015      | ISBN 978-4-19-950447-1 |
| 6    | 13 de abril de 2016      | ISBN 978-4-19-950503-4 |
| 7    | 11 de noviembre de 2016  | ISBN 978-4-19-950534-8 |
| 8    | 13 de mayo de 2017       | ISBN 978-4-19-950565-2 |
| 9    | 13 de diciembre de 2019  | ISBN 978-4-19-950693-2 |
| 10   | 13 de abril de 2023      | ISBN 978-4-19-950775-5 |
| 11   | 13 de julio de 2023      | ISBN 978-4-19-950820-2 |
| 12   | 13 de febrero de 2024    | ISBN 978-4-19-950845-5 |
| 13   | 13 de diciembre de 2024  | ISBN 978-4-19-950886-8 |

### Anime
Una adaptación al anime por J.C.Staff se estrenó el 2 de abril del 2017 con un primer episodio extendido de 44 minutos. Está dirigido por Katsushi Sakurabi y escrito por Fumihiko Takayama; Diseño de personajes por Kazunori Iwakura y música por To-Mas Soundsight Fluorescent Forest. Crunchyroll transmite simultáneamente la serie junto con Japón. Funimation proporcionará el doblaje en inglés. La serie contará con 12 episodios.